# 3869 Norton
3869 Norton este un asteroid din centura principală, descoperit pe 3 mai 1981 de Edward Bowell.